# Casa Moxó
La casa Moxó és un edifici situat als carrers de Sant Honorat i del Call cantonada a la plaça de Sant Jaume de Barcelona, catalogat com a bé cultural d'interès local. Actualment és la seu del Departament de la Presidència de la Generalitat de Catalunya, juntament amb la veïna casa Morell.

## Història
Segons la documentació notarial, al segle xvii la finca era propietat de Josep de Ninot i Nuet. La seva neta Eulàlia Ninot i de Padellàs es va casar amb Francesc de Moxó i de Francolí, i l'hereu fou Francesc Bonaventura de Moxó i Ninot, de qui passà successivament al seu fill Francesc Maria de Moxó i Graell, i al seu net Dídac de Moxó i de Vilallonga (1816-1875). El 1863, aquest darrer va establir un conveni amb Joaquim Morell, propietari de la finca veïna, per tal de regularitzar les servituds entre elles, i el 1864 va encarregar a l'arquitecte Narcís Josep Maria Bladó el projecte d'un nou edifici, que fou acabat el 1866, tal com testimonia la llinda d'una de les portes.
A inicis del segle xxi, la Generalitat de Catalunya va reformar-lo per a ajuntar-lo amb la casa Morell del núm. 3, enderrocant totalment l'interior d'ambdós edificis, a excepció de les façanes, que foren restaurades. Per dins es va bastir de nou un edifici totalment modern sense cap relació amb l'organització funcional, estructural o estètica de l'antic.

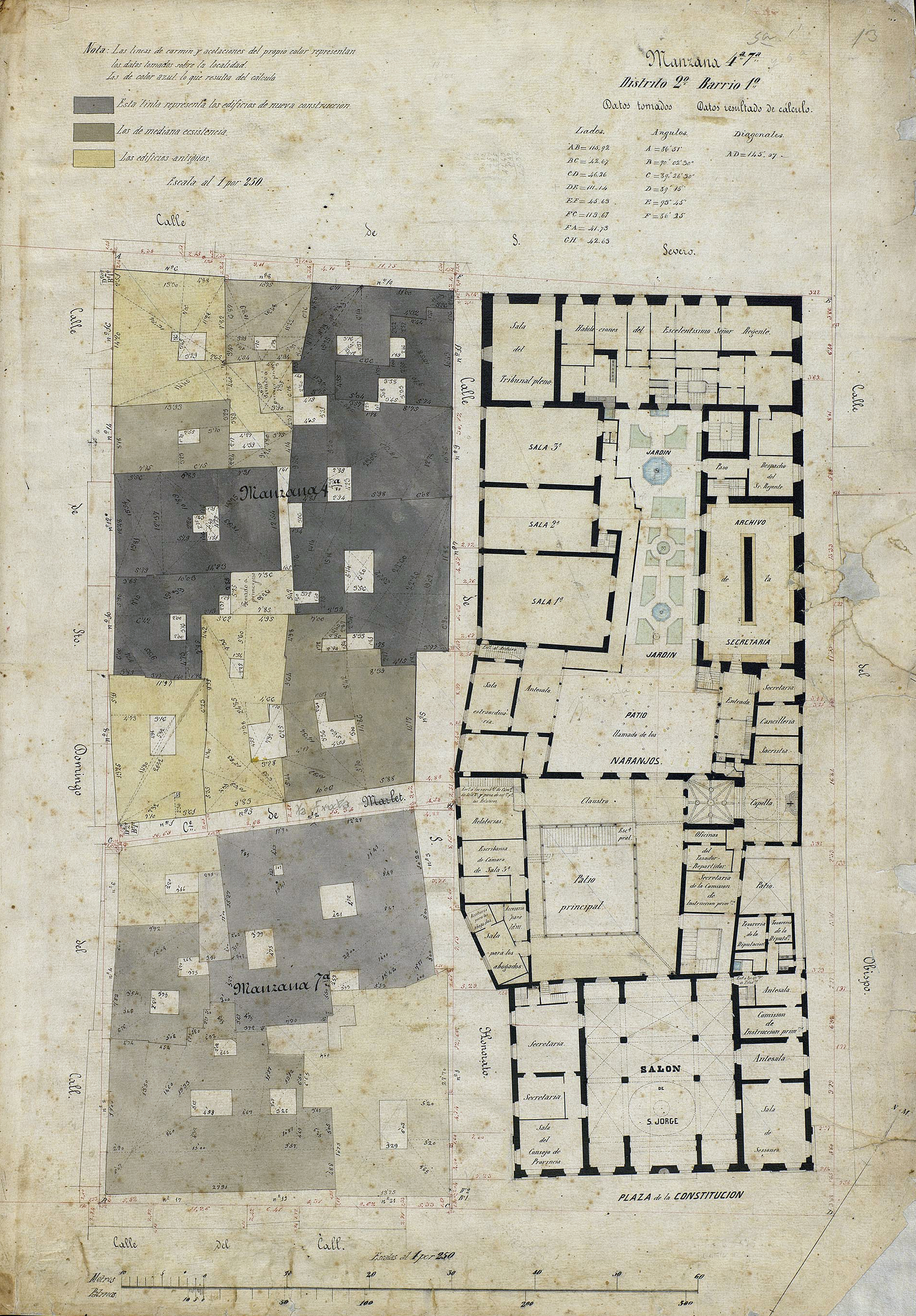
Quarteró núm. 28b de Garriga i Roca (c. 1860)

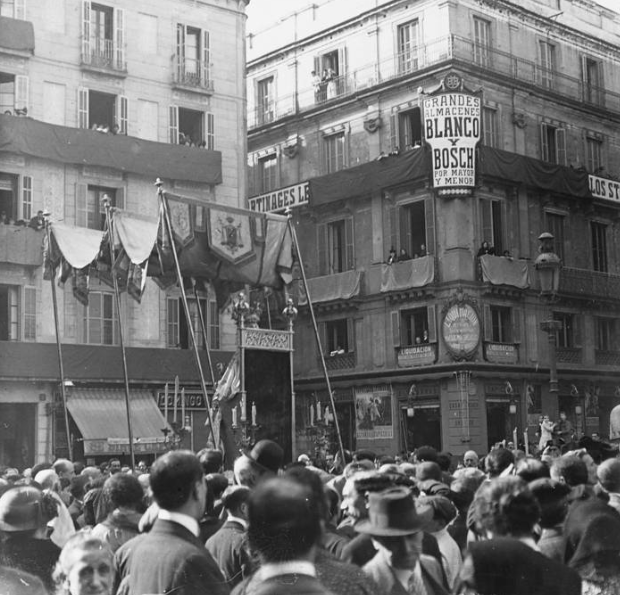
La casa Moxó (a la dreta) guarnida per la processó de la Mercè del 1914

## Descripció
Està compost de soterrani, planta baixa, entresol i tres pisos. La façana més llarga dona al carrer de Sant Honorat i té una composició d'obertures en set eixos verticals molt equilibrada. La planta baixa disposa d'obertures rectangulars i l'entresol té una alçada similar a un pis amb finestres quasi quadrades. Sobre aquesta base de l'edifici identificada per estar construïda en pedra reposen dues plantes lligades per un ordre gegant de pilastres amb capitells jònics. Sobre l'entaulament que aquestes pilastres sostenen, descansa la llosana de pedra motllurada d'una balconada corresponent al darrer pis que ressegueix tot el perímetre de les dues façanes. Aquest pis, malgrat ser el coronament, té tanta entitat com els altres.
La façana més curta, la que correspon al carrer del Call, repeteix el mateix esquema mantenint la composició d'obertures i a base de reduir el nombre d'eixos verticals a tres i ajustant el ritme d'aquest a l'amplada disponible. La teulada és plana amb terrat del qual surt una construcció no original tipus àtic però prudencialment retirada de la façana. El perímetre del coronament es soluciona amb un ampit d'obra amb motllurat clàssic.
L'edifici presenta un treball de la pedra delicat que s'utilitza per crear la decoració de les façanes, sobretot les pilastres de doble alçada d'estil jònic amb garlandes incorporades i els frisos nuus decorats únicament amb dentell. La resta de detalls són formes neoclàssiques simples combinades amb d'altres més carregades amb motius florals. També són notables les complexes reixes de ferro de fosa de les baranes dels balcons i els permòdols decorats sota les llosanes. L'edifici pertany al corrent arquitectònic neoclassicista pel tipus d'estil de les decoracions i la utilització profusa d'ordres clàssics.